# Адатом

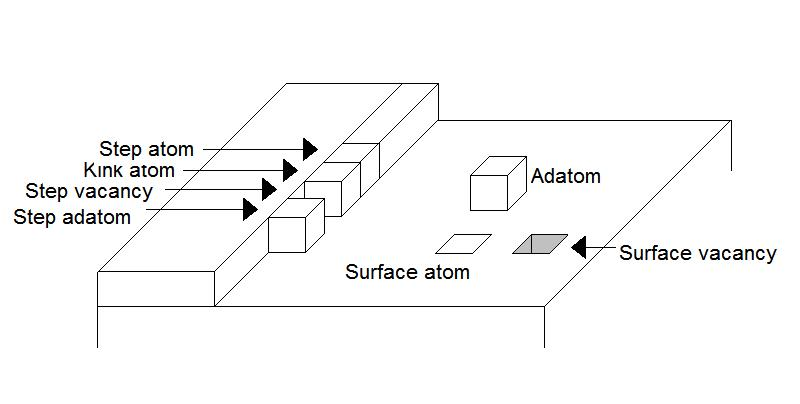
Подання можливих положень атомів на поверхні кристала відповідно до моделлю терас-ступенів-зламів.

Адатом, або Адсорбований атом — атом, який знаходиться на поверхні кристала. Один атом, кластер з атомів, молекул або кластерів молекул можна позначити одним терміном як «адсорбовані частинки».
У процесі росту при Молекулярно-променевій епітаксії адатоми рухаються по поверхні, поки не знайдуть потенційну яму для вбудовування — зазвичай який-небудь дефект або поблизу ступенів зростаючого кристала на поверхні.
Його можна розглядати як протилежний Вакансії Дефект кристала.
У лютому 2012 року, вчені з Університету Нового Південного Уельсу використовували Фосфін, щоб точно розташувати один атом кремнію на поверхні епітаксійного кремнію. Це дозволило створити одноатомний транзистор.